# حادثه در بامداد
حادثه در بامداد کتابی از منوچهر آتشی است که در سال ۱۳۸۰ منتشر و در مراسم کتاب سال جمهوری اسلامی ایران به‌عنوان کتاب برگزیده معرفی شد.